# Dolichos argyros
Dolichos argyros är en ärtväxtart som beskrevs av Rudolf Wilczek. Dolichos argyros ingår i släktet Dolichos och familjen ärtväxter. Inga underarter finns listade i Catalogue of Life.